# Basileuterus
A Basileuterus a madarak osztályának verébalakúak (Passeriformes) rendjébe és az újvilági poszátafélék (Parulidae) családjába tartozó nem.

## Rendszerezésük
A nemet Jean Cabanis írta le 1848-ban, az alábbi fajok tartoznak ide:
- Basileuterus rufifrons
- Basileuterus belli
- Basileuterus melanogenys
- Basileuterus ignotus
- Basileuterus culicivorus
- Basileuterus melanotis[1]
- Basileuterus tacarcunae[1]
- Basileuterus trifasciatus
- Basileuterus tristriatus
- Basileuterus punctipectus[1]
- Basileuterus basilicus[2]
- Basileuterus lachrymosus[2]